# Dicranomyia (Euglochina) bulbibasis
Dicranomyia (Euglochina) bulbibasis is een tweevleugelige uit de familie steltmuggen (Limoniidae). De soort komt voor in het Oriëntaals gebied.